# 托氏金鱨
托氏金鱨，為輻鰭魚綱鯰形目脂鱨科的其中一種，為熱帶淡水魚，被IUCN列為瀕危保育類動物，分布於非洲賴比瑞亞Sanguin及象牙海岸卡瓦利河中上游流域，體長可達15公分，棲息在底層水域，生活習性不明。

## 扩展阅读
維基物種上的相關：托氏金鱨